# Sleepin'
«Sleepin'» es una canción interpretada por la cantante estadounidense de soul Diana Ross. Fue publicado el 4 de abril de 1974 como el segundo y último sencillo de su quinto álbum de estudio, Last Time I Saw Him (1973).

## Recepción de la crítica
Un escritor no especificado de Record World le otorgó el certificado de “Hit of the Week”, y declaró: “Este melodrama poderosamente melancólico es otra fase más de su sensible arte. Las letras más poderosas con las que jamás haya trabajado”. Un escritor no especificado de Cash Box calificó el sencillo como una “tierna balada, exuberantemente orquestada y que presenta la increíble destreza vocal de la Sra. Ross”. Un escritor no especificado de Billboard describió «Sleepin'» como una “balada de sonido suave [que] contrasta marcadamente con el último éxito de la Sra. Ross, pero funciona bien con un comienzo lento con muy poco acompañamiento instrumental y un sonido más potente”.

## Lista de canciones
Todas las canciones escritas y compuestas por Ron Miller y Terry Etlinger.
1. «Sleepin'» – 3:41
2. «You» – 4:20

## Posicionamiento
| Gráfica (1974)                                  | Pico de posición |
| ----------------------------------------------- | ---------------- |
| Canadá (RPM Top Singles)                        | 47               |
| Estados Unidos (Billboard Hot 100)              | 70               |
| Estados Unidos (Billboard Hot Soul Singles)     | 50               |
| Estados Unidos (Cash Box Top 100 Singles)       | 53               |
| Estados Unidos (Record World Singles Chart)     | 74               |
| Estados Unidos (Record World R&B Singles Chart) | 45               |